# NGC 7775
NGC 7775 ist eine Balken-Spiralgalaxie mit ausgedehnten Sternentstehungsgebieten vom Hubble-Typ SBc im Sternbild Pegasus auf der Ekliptik. Sie ist schätzungsweise 310 Millionen Lichtjahre von der Milchstraße entfernt und hat einen Durchmesser von etwa 80.000 Lj.

Im selben Himmelsareal befindet sich u. a. die Galaxie NGC 7777.
Das Objekt wurde am 6. Oktober 1883 von dem französischen Astronomen Édouard Stephan entdeckt.